# Maya Juracán
Rosario Mayarí Juracán Salazar más conocida como Maya Juracán (Guatemala, 9 de abril de 1987) es una activista, curadora de arte, profesora e historiadora guatemalteca interesada en reflexionar sobre la historia de Guatemala e involucrar a los artistas plásticos con su contexto social. Ha colaborado en múltiples proyectos y exposiciones nacionales e internacionales en los cuales destaca su visión crítica, decolonial y feminista del pasado guatemalteco y su configuración sociopolítica actual.

## Trayectoria
Estudió Profesorado en Lengua y Literatura en la Universidad Francisco Marroquin e Historia y Ciencia sociales en la Universidad Galileo. También tiene estudios en Gestión de proyectos por la New York Foundation of Art y fue alumna del curso de “Arte y actividad: estrategias interactivas para comprometerse con el arte“ que impartió el Museo de Arte Moderno - MoMA de Nueva York.
Ha colaborado en diferentes proyectos sociales y artísticos para instituciones como la Casa de la Memoria (CALDH - Guatemala), la Embajada sueca y el Museo de la Memoria. En 2012 formó parte del  Proyecto 44, cuyo objetivo era recobrar la memoria histórica de la revolución del 20 de octubre. Un año más tarde, en 2013, realizó tanto en el Festival Cultura 24-0 como en la gira del mismo, en cual participaron escritores, muralistas, graffiteros y músicos en torno a la cultura de paz. Además, para involucrar a los fotógrafos guatemaltecos con el fotorreportaje y la importancia de visibilizar las situaciones precarias en las regiones fuera de la capital, impulsó y trabajó en el proyecto Foto x Vida.  En 2018 fue la Curadora en Jefe Bienal en Resistencia y co-curadora de la 21 Bienal de Arte PaizMás allá, parte del programa pedagógico de la Bienal FEMSA 2019 y 2020. Destaca su trabajo con las mujeres víctimas de violencia sexual durante el conflicto armado interno para la Casa de la Memoria.
Se desempeña como catedrática de Historia del arte así como Curadora en Jefe Bienal en Resistencia y continúa trabajando en el espacio que cocreó llamado “La Revuelta”, el cual agrupa a diversas curadoras independientes.
Ha publicado diversos cuentos, textos y cartas en: Revista Domingo, Prensa Libre, La Revista del Banco de Guatemala y La Universidad Francisco Marroquín. y la revista digital Terremoto También participó en la edición del libro DiscrimiNaciones: Pueblos indígenas para la Fundación Heinrich Böll.

## Reconocimientos
En 2013 fue nominada al Premio Guatemaltecos Ilustres en la categoría artística.